# I'm with Stupid (chanson des Pet Shop Boys)
Singles de Pet Shop Boys
Flamboyant
(2004) Minimal
(2006)
I'm with Stupid est une chanson du duo britannique Pet Shop Boys extraite de leur neuvième album studio, Fundamental, paru le 22 mai 2006.
Le 8 mai 2006, deux semaines avant la sortie de l'album, la chanson a été publiée en single. C'était le premier single tiré de cet album.
Le titre évoque Tony Blair en présence de G. W. Bush.
Le single a atteint la 8e place au Royaume-Uni.